# Lac de Yojoa
Le lac de Yojoa (espagnol : Subcuenca del Lago de Yojoa) est un lac situé au Honduras, situé à cheval sur les départements de Comayagua, Cortés et Santa Bárbara. Il est situé à 184 km de la capitale Tegucigalpa.
Le lac de Yojoa est désigné au titre de site Ramsar le 5 mai 2005, en particulier le sous-bassin du lac.

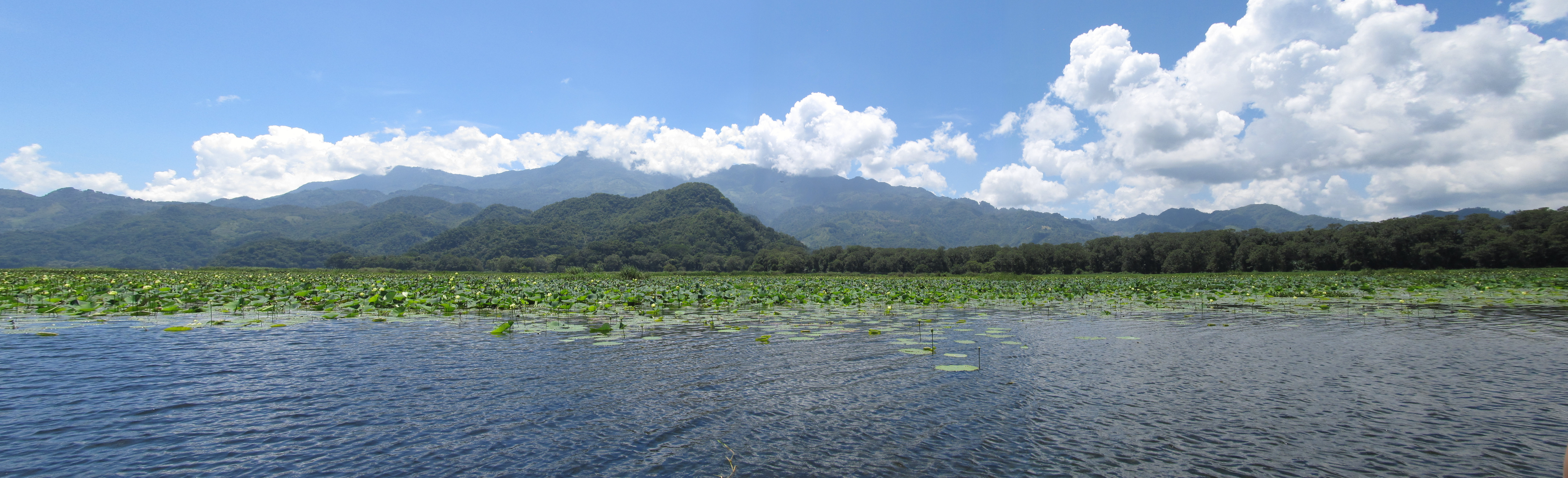
Vue panoramique du lac de Yojoa